# Український інститут

Колишній логотип Українського інституту

Український інститут — державна установа України, яка представляє українську культуру у світі та формує позитивний імідж України за кордоном. Інститут заснований Кабінетом Міністрів України у 2017 році та належить до сфери управління МЗС України. Повноцінно розпочав свою діяльність влітку 2018 року, після призначення на посаду генерального директора Володимира Шейка, у результаті відкритого конкурсу та створення команди фахівців. Місією Українського інституту є зміцнення міжнародної і внутрішньої суб'єктності України через можливості культурної дипломатії.

## Завдання
- Підвищення впізнаваності України за кордоном;
- Розбудова міжнародного діалогу шляхом підтримки і реалізації заходів, програм і проєктів;
- Забезпечення участі України у заходах і проєктах у галузі культури, освіти, науки, креативних індустрій (літератури, візуального, аудіального, аудіовізуального, сценічного мистецтва, архітектури, нових медіа);
- Популяризація української мови та культури за кордоном;
- Поширення українського досвіду розвитку громадянського суспільства, державотворення, відданості цінностям свободи, демократії, національної єдності[8].

## Стратегічні цілі
- Покращення розуміння та впізнаваності України серед закордонних аудиторій;
- Забезпечення сталого запиту на фахову взаємодію з Україною;
- Зміцнення спроможності гравців української культури, освіти, науки та громадянського суспільства до міжнародної співпраці
- Посилення залученості України до актуальних світових культурних процесів;
- Розширення поля використання української мови у світі[9].

## Функції
- Започаткування регулярних форматів презентації України за кордоном (мультидисциплінарні та тематичні фестивалі з української тематики, мовні, культурні річні ініціативи);
- Проведення та підтримка заходів і програм за кордоном, спрямованих на інформування іноземних аудиторій про культурне та суспільно-тематичне життя, розвиток громадянського суспільства, туристичний та освітній потенціал, можливості та перспективи співпраці з Україною.

## Цінності та принципи
- Цінності: відповідальність, відкритість, життєстійкість, професіоналізм, велика мета.
- Принципи: не дискримінуємо, не толеруємо корупцію, не підтримуємо жодну політичну силу, не займаємося пропагандою, не припиняємо вчитися[9].

## Передісторія
У  2006  році  Кабінет Міністрів,  на  виконання  указу Президента України,  утворив  культурно-інформаційні  центри  (КІЦ)  у  складі  31  закордонної  дипломатичної установи.
Поштовхом  до  інституціалізації  культурної  дипломатії  України  на  державному  рівні  стала Революція Гідності 2013-2014 років та запит на якісно нові державотворчі зміни, спричинений  масовими  громадянськими  протестами та колективною  суспільною  травмою  від загибелі Небесної Сотні. Цей запит був посилений окупацією частини території країни, зовнішньою загрозою і збройною агресією Росії, мобілізацією інтелектуального ресурсу влади і громадянського суспільства.
У червні 2015 року Міністерство закордонних справ ініціювало Перший форум культурної дипломатії України. Це була спроба створення певної платформи для початку просування українського культурного продукту у світі та інтеграції України у світовий культурний простір. Тодішній очільник Міністерства культури В'ячеслав Кириленко оголосив про ініціативу створення Українського інституту (Інституту Тараса Шевченка) та початок роботи над Концепцією інституції. Відповідно до Концепції, запропонованої Міністерством культури, Український інститут повинен був як неурядова організація мережевого типу. Через відсутність чіткого проекту це рішення не було імплементовано. Тим не менш, створення Українського інституту стало актуальною темою у медійному дискурсі й отримувало все більше підтримки серед визначних осіб у галузі культури й політики.
У  2016  році  у  складі  Управління  публічної  дипломатії  МЗС (тепер Департамент комунікації та публічної дипломатії)  створило  відділ  культурної  дипломатії,  який  випрацював  механізми  і  методологію  розробки  та  щорічного  конкурсного  відбору  проектів,  які  реалізують  українські  посольства  і  консульства  за  кордоном.  Ці  напрацювання  також  заклали  основу  концепції  Українського  інституту  як  профільної  державної  установи  культурної дипломатії. Першою очільницею відділу культурної дипломатії стала артменеджерка, кураторка "Книжкового Арсеналу" Ольга Жук. Тоді ж була створена сторінка в соцмережі Facebook «Культурна дипломатія України від МЗС».
Однак у січні 2017 року Ольга Жук написала на своїй сторінці у Facebook про звільнення з МЗС, зазначивши серед причин неможливість «працювати за менш ніж 100 євро на місяць» та «втрату певних ілюзій». Завдяки команді Ольги Жук МЗС долучилося до кількох помітних громадських проектів, зокрема, фестивалю DOCUDAYS UA у Франції, Греції, Італії, Німеччині, Іспанії, Днів українського кіно Ukraine on Film: Way to Freedom у Брюсселі та Амстердамі.
Перспектива відкриття Українського інституту обговорювалася на Форумах культурної дипломатії 2016 і 2017 рр. В результаті, у червні 2017 р. Кабінет Міністрів України підтримав пропозицію Міністерства Закордонних Справ щодо створення Українського інституту. Його метою було проголошено забезпечення розуміння сучасної України і зростання довіри до України у міжнародному інтелектуальному і культурному середовищі. 28 лютого 2018 року наказом міністра закордонних справ П. Клімкіна було затверджено Статут державної установи «Український інститут». На Інститут покладено такі завдання, як презентація та просування іміджу України у світі, сприяння міжнародним обмінам та інтеграції України у світовий культурний контекст, популяризація української мови та культурного продукту за кордоном, поширення за кордоном інформації про науковий, освітній та туристичний потенціал України тощо. Бюджет установи на 2018 р. було затверджено у розмірі 20 млн гривень.
Заснування  Українського  інституту  збігається  в  часі  з  появою  низки  нових  державних  інституцій  в  гуманітарній  сфері:  Українського культурного  фонду,  Українського інституту книги,  Національного фонду  досліджень  України,  Українського  інституту  національної  пам’яті;  стратегічним  «перезавантаженням»  наявних  інституцій  та  конкурсним  призначенням  нових  керівників  Державного  агентства  України  з  питань  кіно,  Мистецького Арсеналу,  Довженко-Центру,  національних  і  муніципальних  музеїв, театрів, інших закладів культури; заснуванням офісів з питань реформ у низці центральних  органів  виконавчої  влади;  суттєвим  розширенням  програмної  діяльності  іноземних  культурних  інституцій  (Гете-Інститут,  Британська Рада),  Представництва  Європейського Союзу в Україні та міжнародних агенцій технічної допомоги.

## Хронологія становлення Українського інституту
- 21 червня 2017: розпорядження Кабінету Міністрів України про заснування Інституту.
- Грудень 2017: реєстрація юридичної особи.
- Лютий 2018: затвердження Статуту.
- Квітень 2018: створення Наглядової ради, проведення відкритого конкурсу на посаду генерального директора.
- Серпень 2018: призначення Володимира Шейка генеральним директором, фактичний початок діяльності інституту.
- Вересень 2018: ініціювання змін до низки постанов Кабінету Міністрів України.
- Грудень 2018: команда налічує 11 людей; формування плану заходів на 2019 рік.
- Червень 2019: ухвалення постанов КМУ, які розблоковують діяльність Інституту; початок повноцінної роботи, реалізації проектів та інституційної розбудови.
- Вересень-жовтень 2019: команда налічує 32 людини.
- Грудень 2019: реалізовано 84 заходи у 12 країнах; команда налічує 37 людей.
- Червень 2020: затвердження стратегії Інституту на 2020-2024  рр[19].

19 січня 2023 року заступник міністра закордонних справ Еміне Джапарова повідомила про відкриття першого представництва Українського інституту у Німеччині.

## Діяльність
Робота Українського інституту розподілена за секторами: кіно, музика, візуальне мистецтво, література, перформативні мистецтва, академічні проєкти та програми, іміджеві проєкти та програми, розвиток культурної дипломатії та дослідження.
Серед програм та проєктів, що організовуються Українським інститутом такі:
- Місяць культурної дипломатії України у Вікіпедії (спільно з Міністерством закордонних справ України та ГО «Вікімедіа Україна»)[22]
- Міжнародний форум культурної дипломатії (спільно з Міністерством закордонних справ України)[23]
- Премія Women in Arts (спільно з ООН Жінки)
- Ukraine in two Minutes (спільно з Інтернь'юз Україна та UkraineWorld)
- Український сувенір
- Програма мистецьких резиденцій «Екстер»
- Програма створення україномовних аудіогідів у музеях світу «Audible to U»

У липні 2020 у співпраці з Міністерством закордонних справ України було проведено серію дискусій, присвячених культурній дипломатії та стратегії Українського інституту.

### Премія Women in Arts
Women in Arts - це незалежна премія, заснована у 2019 році ООН Жінки в рамках руху солідарності за ґендерну рівність HeForShe в Україні в партнерстві з Українським інститутом. Мета премії — звернути увагу на досягнення жінок, які працюють у мистецтві, публічно подякувати їм за внесок в цю сферу і надихнути на нові досягнення. Премія нагороджує мисткинь у шести номінаціях:
- Жінки в візуальному мистецтві — художниці, скульпторки;
- Жінки в музиці — музикантки, композиторки та виконавиці;
- Жінки в театрі і кіно — режисерки, акторки, сценаристки;
- Жінки в літературі — письменниці, поетки;
- Жінки в культурному менеджменті — кураторки, продюсерки, артменеджерки;
- Жінки в культурній журналістиці, критиці та дослідженнях (номінацію додано у 2020 році).

###### Переможниці премії Women in Arts 2019:[25]
- Візуальне мистецтво — Влада Ралко
- Музика — Ніна Гаренецька;
- Театр і кіно — Ірма Вітовська-Ванца;
- Література —  Катерина Калитко;
- Культурний менеджмент — Олеся Островська-Люта.

###### Переможниці премії Women in Arts 2020:[26]
- Візуальне мистецтво — Лада Наконечна (візуальне мистецтво),
- Музика — Альона Савраненко, також відома як alyona alyona;
- Театр і кіно — Наталія Ворожбит (театр і кіно),
- Література — Оксана Забужко;
- Культурний менеджмент — Юлія Сінькевич;
- Культурна журналістика — Дарія Бадьйор

Переможниці премії Women In Arts 2021:
- Візуальне мистецтво — Аліна Клейтман;
- Музика— Оксана Линів;
- Театр — Тамара Трунова;
- Кіно — Ірина Цілик;
- Література — Софія Андрухович;
- Культурний менеджмент — Юлія Федів;
- Культурна журналістика, критика і дослідження — Віра Балдинюк;
- Особлива відзнака — Валерія Бурлакова;

### Діяльність Українського інституту в 2019 році
Український інститут реалізовував 84 проєкти в 12 країнах: Австрії, Великій Британії, Іспанії, Італії, Литві, Німеччині, Польщі, США, Україні, Франції, Чехії та Нідерландах. Наймасштабнішою репрезентація України в іншій країні була в Австрії з нагоди Двостороннього року культури Україна-Австрія 2019. В рамках цього року Інститут реалізував 39 заходів і проєктів у 5 містах: Відні, Зальцбургу, Граці, Лінці і Штаєрі. Упродовж 2019 року Українському інституту вдалось залучити близько 100 тис. учасників та відвідувачів і охопити понад 10 млн контактів через медіа та соціальні мережі.

#### Рік культури Австрія-Україна 2019
У рамках двостороннього Року культури Австрія-Україна 2019 було проведено понад 200 проєктів у понад 20 містах і містечках Австрії та України. Залучено понад 100 партнерів зі сфер музики, мистецтва, театру, кіно, урбаністики в майстер-класах, лекціях та дискусіях, а також концертах.
Партнери проєкту: Музей сучасного мистецтва «mumok», музейно-палацовий комплекс Бельведер, Академія образотворчого мистецтва і галерея «Semperdepot», Національна телерадіокомпанія ORF та Симфонічний оркестр Національного радіо Австрії, Університет Моцартеум у Зальцбурзі та Філармонія у Граці, фестиваль Ars Electronica, Австрійський музей кіно, Інститут наук про людину IWM, Музейний квартал Відня, кінофестиваль Viennale та фестиваль Foto Wien і багато інших.
Завдяки підтримці Міністерств закордонних справ України та Австрії, Посольств України в Австрії та Австрії в Україні, Австрійського культурного форуму, Австрійського бюро кооперації у Львові та особливо українській громаді в Австрії, цей рік став справжнім успіхом для культурної дипломатії України.

### Діяльність Українського Інституту в 2020 році
25 червня 2020 року Український Інститут презентував середньострокову стратегію, що визначає місію, візію, стратегічні цілі та фіксує принципи діяльності інституції до 2024 року. Робота над документом тривала близько 2 років. 
Згідно з даними річного звіту діяльності Українського Інституту у 2020 році, фінансування УІ було скорочено у квітні 2020 року на 36 відсотків. Незважаючи на це, виконання кошторису Українського інституту склало майже 90 відсотків. Український Інститут став членом міжнародних професійних мереж з культурної і публічної дипломатії: Глобальної мережі публічної дипломатії (GPDNet) та Міжнародного альянсу з дослідження культурних відносин (ICRRA).  Впродовж 2020 року представники Українського інституту взяли участь у 73 публічних заходах (на додачу до тих, які були безпосередньо організовані Інститутом). Український Інститут планував реалізувати близько 100 проєктів у 2020 році. Проте, через пандемію і скорочення фінансування, Інститут реалізував 84 заходи і проєкти у 21 країні (з них 8 проєктів, які не вимагали державного фінансування), більшість з яких було реалізовано у другому півріччі переважно онлайн або ж у гібридному форматі. Було створено 17 довгострокових проєктів і програм з підтримки діячів культурного сектору, серед яких: Visualise, proMOTION, Програма підтримки українських студій ім. І.Лисяка-Рудницького, Extra Sound, Transmission.ua: drama on the move, Міжнародний форум культурної дипломатії, Програма для книжкових ілюстраторів Illuminate, Ukraine Everywhere, Drahóman Prize, Мистецька резиденція в рамках премії ім. Казимира Малевича та Ініціатива з підтримки мистецьких резиденцій Zapravka.

## Склад Українського інституту
До керівного складу Інституту входить 6 осіб:
- Володимир Шейко — генеральний директор. Фахівець з менеджменту культури, маркетингу і комунікацій.
- Тетяна Філевська — креативна директорка. Фахівчиня у сфері сучасного мистецтва, культурна активістка, дослідниця українського мистецтва XX ст., а також засновниця та кураторка артпроєктів.
- Наталія Ненюченко — виконавча директорка. Фахівець у сфері державної служби.
- Ірина Прокоф'єва — програмна директорка. Фахівчиня з управління проєктами, організаційного розвитку та міжнародної співпраці.
- Тетяна Олійний — комунікаційна директорка.
- Алім Алієв — заступник генерального директора. Журналіст, правозахисник, дослідник та менеджер освітньо-культурних проєктів[33].

Український інститут складається з 7 відділів: програмного, комунікаційного, інформаційного-аналітичного, фінансового, юридичного, адміністративного та закупівельного. Загалом в Українському інституті працюють 43 фахівці.

## Наглядова рада
Наглядова рада є дорадчим і контролюючим органом, що здійснює нагляд за діяльністю Українського інституту, визначає пріоритети його діяльності, управляє майном та стежить за дотриманням статутних завдань.
До Наглядової ради входять представники чотирьох міністерств та відомі діячі культури і громадянського суспільства України:
- Млинарич Лілія  — голова Наглядової ради, президент фестивалю «Jazz Koktebel»;
- Подоляк Ірина  — політична діячка, заступниця міністра культури, молоді та спорту України (із 2 жовтня 2019 р.[35] по 6 березня 2020 р.[36]);
- Еміне Джапарова  — перша заступниця Міністра закордонних справ України;
- Єрмоленко Володимир  — директор європейських проєктів ГО «Інтерньюз-Україна», журналіст, філософ, письменник;
- Островська-Люта Олеся  — генеральна директорка Національного культурно-мистецького та музейного комплексу «Мистецький Арсенал»;
- Сеітаблаєв Ахтем — режисер, актор, директор Державного підприємства «Кримський дім»;
- Попович Наталія — співзасновниця Українського кризового медіа-центру та Української академії лідерства, засновниця One Philisophy Group of Companies, експертка з комунікацій;
- Сагайдак Ольга — співзасновниця Dofa fund (БФ «Мистецькі надра»), керівниця проєкту міжрегіональних культурних форумів, мистецтвознавиця;
- Андрій Вітренко — заступник Міністра освіти і науки України з питань європейської інтеграції;
- Сущенко Роман — журналіст, кореспондент національного державного агентства Укрінформ;
- Ташева Таміла — співзасновниця КримSOS, правозахисниця, громадська діячка.
- Світлана Фоменко — перша заступниця Міністра культури України

12 травня 2021 року міністр закордонних справ Дмитро Кулеба підписав наказ про планове оновлення Наглядової ради Українського інституту.
До його складу увійшли:
- Василь Мирошниченко — співвласник компанії CFC Consulting, учасник Асоціації «Професійний уряд», директор та голова українського представництва українсько-британського Сіті Клубу, співзасновник «Європейського молодіжного парламенту — Україна»
- Марина Пезенті — голова Українського інституту в Лондоні протягом 2015-2020 років
- Лариса Петасюк — заступниця міністра культури та інформаційної політики України
- Юлія Сінькевич — продюсерка «Джей Ес Філмс», співзасновниця ГО «Українська Кіноакадемія»
- Юлія Федів — перша директорка Українського культурного фонду
- Катерина Чуєва — генеральна директорка Національного музею мистецтв імені Богдана і Варвари Ханенків

## Правова база
Головним документом, що регулює діяльність установи, є Статут Українського інституту. Іншими важливими документами є Стратегія Українського інституту та Концепція розвитку Українського інституту.

### Концепція розвитку Українського інституту
Автором Концепції розвитку  є генеральний директор Володимир Шейко. Концепція визначає місію та візію установи, принципи роботи, розуміння, "яку Україну представлятиме" інститут, цільову аудиторію й стейкхолдерів, а також головні інструменти. Окрім цього, Володимир Шейко артикулює короткострові та середньострокові завдання.
Місія Українського інституту —  сприяти реалізації зовнішньополітичних завдань України шляхом її комплексного представлення у світі як сучасної, динамічної, креативної європейської держави.
Візія Українського інституту — відкривати світові сучасну Україну за допомогою можливостей і потенціалу культури, креативних індустрій, освіти, науки і мови.